# سیارک ۲۲۵۴۳
سیارک ۲۲۵۴۳ (به انگلیسی: 22543 Ranjan، نامگذاری:1998FA75) بیست و دو هزار و پانصد و چهل و سومین سیارک کشف شده‌است که در ۲۴ مارس ۱۹۹۸ کشف شد.
قدر مطلق سیارک برابر ۶.۴ است.